# 万子桥
万子桥，位于中国云南省丽江市古城区大研街道七一社区崇仁巷，建于明。
2023年8月22日，万子桥公布为第四批古城区文物保护单位。